# Hobbitfalva
Hobbitfalva egy falu a J. R. R. Tolkien által kitalált Középföldén, a Megye közepén. Olyan kicsi falu, hogy nincs se fogadója, se kocsmája, így lakóinak majd egy mérföldet kell gyalogolniuk a szomszédos Morotvára, hogy felhajthassanak egy kupa sört.
A legtöbb lakóház a sík vidéken, a Nagyvíztől délre, a morotvára vezető út két oldalán állt. A falu két legjelentősebb épülete: Veres Molnár malma a Nagyvízen, és a Dombra vezető út nyugati oldalán az Ómajor.
A falu északi részén lévő Domb (a környéken az egyetlen e célra alkalmas kiemelkedés) néhány igazi hobbit-üregnek adott helyet. Itt volt Bilbó otthona: Zsáklak, és a Zsákvég utca is, ahol a 3-as szám alatti üregben lakott Csavardi Bódi (aki általában csak Tatának hívtak) és fia, Samu.
A Zsákvég utca és Zsáklak bejárata között egy nagy rét terült el, amit Tanácsrét'-'nek neveztek, mert itt állt a Tanácsfa, mely köré Bilbó születésnapi ünnepségén a nagy pavilont emelték.

## Zsáklak
Zsáklak egy hobbit-üreg (vagy szmiál), melyet Hobbitfalva egyetlen dombjának déli oldalában vájtak ki. „Nem volt ez a lyuk rút, mocskos, nedves, teli féregmaradékkal, dohszaggal, sem száraz, csupasz, homokos lyuk, ahol se leülni, sem enni nemigen lehet: ez babólyuk volt, ami egyértelmű a kényelemmel.”  
Zsákos Bilbó a szüleitől örökölte, az apja, Bungo építette 2889-ben. Nagy kerek, zöldre mázolt ajtaja volt, a közepén sárgaréz fogantyúval és rengeteg szobája kerek ablakokkal, melyek a lak előtt húzódó virággoskert felett a falura néztek. A házat és a kertet a Csavardi család tartotta rendben, mindenekelőtt Bódi Tata és később a fia, Csavardi Samu. Ez volt a falu legfényűzőbb otthona, ezért állandó vita tárgya volt Bilbó és a Tarisznyádi-Zsákosok között, akiknek minden kívánsága az volt, hogy megszerezzék azt. Nemcsak a rokonok, hanem mindenki más is meg volt győződve arról, hogy a zsáklaki domb alatt számtalan alagút húzódik, telis-tele mindenféle kincsekkel.
A bejárat ajtó az előszobára nyílt, melynek padlója csempézett volt, falait fa borította és rengeteg ruhaakasztó, mert Bilbó nagyon kedvelte a látogatókat. Innen egy föld alatti járat indult, mely messzire kanyargott és sok kis kerek ajtó nyílt belőle, hol az egyik, hol a másik oldalon. A legjobb szobák a bal felől nyíltak, mert ezeknek volt ablaka, olyan mint egy kajütablak nagy párkánnyal. Ilyen volt a nappali, az étkező, Bilbó dolgozószobája és a legjobb hálószoba. Jobbra volt a társalgó, a konyha, több hálószoba, valamint a „pincék, kamrák (s ezekből rengeteg)”. A hobbitok gyakran láttak vendégül embereket is a Nagyok népéből, így a mennyezet magasabban volt, mint azt a hobbitok kis termete alapján várhatnánk. (Zsáklak alaprajza)

## Történet
Itt, Zsáklakban éldegélt csendesen Bilbó, amikor Gandalf, a varázsló megjelent nála 13 törpe kíséretében A Babó legelején, hogy rábeszéljék legyen „vakmerő összeesküvő társuk” kalandjukban. Hazatértekor egy árverés kellős közepébe csöppent, mivel halottnak hitték, Zsáklak teljes berendezését kiárusították. Sokan, főleg akik jó üzletet kötöttek, na és persze Tarisznyádi-Zsákosék, akik szinte már beköltöztek Zsáklakba, nehezen ismerték el, hogy tényleg a valódi Bilbó tért haza.
Sok évvel később Bilbó örökösévé fogadta kedvenc unokaöccsét, Frodót (akivel ráadásul egy napra esett a születésnapja), és magához költöztette Zsáklakra. A Gyűrűk Ura elején Bilbó és Frodó még a szokásosnál is nagyobb közös születésnapi ünnepségre készült, hiszen Bilbó épp elérte a száztizenegy évet, Frodó pedig a harminchármat, ami a nagykorúságot jelenti. Az ünnepség forgatagában Bilbó – ahogyan már rég tervezte – fogta a vándorbotját és elindult, ahogy mondta: „hegyeket akarok látni megint”. Így Frodó lett Tarisznyádi-Zsákosék legnagyobb sajnálatára Zsáklak tulajdonosa. Amikor Gandalf kutatásainak eredményeként megtudták, hogy Bilbó kis aranygyűrűje az Egy Gyűrű, Frodó eladta Zsáklakot Tarisznyádi-Zsákoséknak és Töbörlyuk-ba költözött, mielőtt végleg elindult volna küldetésére, hogy a gyűrűt biztonságba helyezze.
A háborúból visszatérő Frodót és társait szomorú látvány fogadta, Szarumán az őt ért sérelmekért bosszúból felforgatta a megyét: a morotvai út mentén és a Domb felé vezető ösvényen minden fát kivágtak, a földeket felperzselték, mocskos új házak álltak zsúfoltan egymás mellett a síkon, új malom terpeszkedett a folyó felett, szennyezve annak vizét, egy magas kéményből füst terült a tájra, az Ómajor helyén kátránypapírral borított barakkok álltak, a Zsákvég utca „ásító homok- és kavicsbánya” volt, a Tanácsfát kivágták.
Tarisznyádi-Zsákos Lothó, a Megye Főnöke, majd megérkezése után Szarumán Zsáklakban rendezte be a főhadiszállását.
Végül a Megye a Trufa és Pippin vezetésével felszabadult az 1419-es morotvai csatában. Egy évnyi munkával és Galadriel ajándékával eltüntették a pusztítás nyomait: az ezüstdióból következő tavasszal egy mallornfa hajtott ki a Tanácstéren, Lórien pora pedig hihetetlen növekedésre késztette a belé ültetett magokat és csemetéket Megyeszerte.
Frodó visszaköltözött Zsáklakba Samuval és annak újdonsült feleségével, Csűrös Rozi-val. Egy évvel később rájuk hagyta minden ingóságát és elhajózott nyugatra. Zsáklak ezek után még legalább három generáción keresztül a Csavardi família kezében maradt.